# Liste in Zypern vorhandener Dampflokomotiven
Dies ist eine Liste erhaltener Dampflokomotiven auf dem Gebiet von Zypern.

## Schmalspurlokomotiven 762 mm
| Foto | Nummer oder Name                | Bauart / Achsfolge | Hersteller | Fabrik- nr. | Baujahr | Historie | Eigentümer / Betreiber / Strecke | Standort                             | Bemerkungen                                                                                                   |
| ---- | ------------------------------- | ------------------ | ---------- | ----------- | ------- | -------- | -------------------------------- | ------------------------------------ | --- |
|      | Cyprus Government Railway No. 1 | C n2t              | Hunslet    | 846         | 1904    |          |                                  | Famagusta                            | erste und älteste Dampflokomotive auf Zypern, einzige erhaltene Dampflokomotive der Cyprus Government Railway |
|      | Cyprus Mines Corporation No. 3  | 1’D1’              | Baldwin    | 57790       | 1904    |          |                                  | Güzelyurt Municipality Festival Park | [ 2 ] |
|      | Cyprus Mines Corporation No. 4  | D1’                | Baldwin    | 60344       | 1928    |          |                                  | Cyprus Mines Corp. yard, Xeros       | [ 3 ] |